# پل دالگلیش
پل دالگلیش (انگلیسی: Paul Dalglish؛ زادهٔ ۱۸ فوریهٔ ۱۹۷۷) بازیکن فوتبال اهل اسکاتلند است.

## باشگاهی
از باشگاه‌هایی که در آن بازی کرده‌است می‌توان به باشگاه فوتبال نیوکاسل یونایتد، باشگاه فوتبال بری تاون، باشگاه فوتبال نوریچ سیتی، و باشگاه فوتبال ویگان اتلتیک، باشگاه فوتبال بلکپول، باشگاه فوتبال اسکانتورپ یونایتد، باشگاه فوتبال لینفیلد، باشگاه فوتبال هیبرنین، هیوستون دینامو، باشگاه فوتبال کیلمارنوک، باشگاه فوتبال بری، باشگاه فوتبال سلتیک، باشگاه فوتبال لیورپول، باشگاه فوتبال نوریچ سیتی، و باشگاه فوتبال ویگان اتلتیک اشاره کرد.

## تیم ملی
وی همچنین در تیم ملی فوتبال زیر ۲۱ سال اسکاتلند بازی کرده‌است.